# Principi d'escassetat d'efectes
En anàlisi estadística dels resultats de dissenys factorials, el principi d'escassetat d'efectes declara que un sistema és normalment dominat pels efectes principals i les interaccions d'ordre més baix. Amb aquest principi, és més probable que efectes principals (factors únics) i interaccions de dos factors siguin les respostes més significatives en un disseny factorial. En altres paraules, interaccions d'ordre més alt, com interaccions de tres factors, són molt rares. Aquesta observació s'anomena de vegades com a principi jeràrquic ordenant. El principi d’escassetat d’efectes confirma la idea que només uns quants efectes seran estadísticament significants en un disseny factorial.
Aquest principi és únicament vàlid en la suposició d'un espai de factors lluny d'un punt estacionari.